# Нижняя Вербовка
Нижняя Вербовка — хутор в Чернышковском районе Волгоградской области. Входит в состав Чернышковского городского поселения. Население 147 чел. (2010).

## История
В соответствии с Законом Волгоградской области № 976-ОД от 22 декабря 2004 года Нижняя Вербовка вошла в состав Чернышковского городского поселения.

## География
Абсолютная высота — 80 метров над уровнем моря.
Уличная сеть
В хуторе три улицы: ул. Вербовская, ул. Садовая, ул. Школьная

## Население
| 2010 |
| ---- |
| 147  |

## Инфраструктура
Личное подсобное хозяйство.

## Транспорт
Просёлочные дороги.